# Céu de Brasília (canção)
Céu de Brasília é uma canção escrita por Fernando Brant (letra) e Toninho Horta (música).
A letra de Fernando Brant menciona a beleza do céu de Brasília, capital do Brasil, marcada pelo ponto de vista elevado do Planalto Central do Brasil e a natureza circundante: "O mato, o sol da manhã, as folhas, os rios, o azul / Beleza bonita de ver / Nada existe como o azul sem manchas do céu do Planalto Central". Brant coloca na letra também a imagem de uma grande cidade hostil e uma época em que as pessoas, muitas vezes, ficam em casa assistindo TV ao invés de ir para fora e fazer novos amigos.
A música foi gravada por diversos intérpretes sendo que muitas delas trazem Toninho Horta na guitarra, como é o caso da primeira gravação em disco, de 1977, feita pela cantora Simone em Face a Face.

## Intérpretes e gravações

### Simone
Foi gravada primeiramente pela cantora Simone, no álbum Face a Face de 1977, com Simone (voz), Toninho Horta (Piano), Danilo Caymmi (Flauta), Gilson Peranzzetta (Órgão), Nelson Angelo (Violão), Novelli (Baixo Elétrico), Robertinho Silva (Bateria).

### Toninho Horta
Toninho Horta gravou esta canção em dois de seus discos solos. O primeiro solo, de 1980, "Terra dos Pássaros" traz uma versão com orquestra e com Milton Nascimento no vocal, Toninho Horta na voz, baixo elétrico, guitarra e violão, e Airto Moreira na bateria
Os arranjos são de Toninho Horta e orquestra é formada por:

- Violinos: Adolpho Pissarenko, Aizik Meilach Geller, Alísio de Matos, Álvaro Vetere, André Charles Guetta, Antônio Dias, Baylon Francisco Pinto, Carlos Eduardo Hack, Dalton Ferreira Nunes, Giancarlo Pareschi, Glória Bertalot, Jorge Faini, Josemar Gonçalves Moreira, Luiz Carlos Campos Marques, Ma Chia Liang, Paschoal Perrota, Paulo Tavares, Sérgio Righini, Sérgio Strucke, Victor Priante, Virgilio Arraes, Walter Hack, Wilson Teodoro;
- Violoncelo: Ana Bezerra de Mello Devos, Cláudio Bertalot, Hélio Magalhães, Luiz Fernando Zamith, Márcio Eymard Mallard, Nelson Marques, Renato Lemos, Watson Clis;
- Viola de Arco: Diógenes de Araújo, Elazir Martins, Frederick Stephany, José Babeto, José Dias de Lana, José Eduardo, Nelson de Macedo, Paulo Simões, Washington de Andrade;
- Oboé: Gilson Barbosa Ferreira
- Flauta: Lena Horta
- ARP Odyssey: Hugo Fattoruso
- Contrabaixo: Yuri Popoff

Sobre esta primeira gravação, Murilo Zerbini menciona que: "Toninho gravou esta canção com duas orquestras, e misturou sua guitarra elétrica com os violinos criando uma combinação totalmente nova. Pat Metheny também iria colocar guitarra elétrica e orquestra em conjunto, mais de 20 anos depois".
No álbum solo "Durango Kid", de 1993, foi feita uma gravação sem orquestra e a música foi registrada com o título original, em português, seguido da tradução em inglês: Céu de Brasília (Sky of Brasilia)

### Wagner Tiso e Zé Renato
Em 2002, Wagner Tiso (piano) e Zé Renato (voz) gravaram no álbum "Memorial" com os músicos Jorge Helder (Contrabaixo) e Zé Nogueira (Saxofone Soprano), com arranjo de Tiso.

### Hamilton de Holanda
Em 2004, Hamilton de Holanda gravou com seu Bandolim 10 Cordas no álbum "Música das nuvens e do chão" com os músicos André Vasconcellos (Baixo Elétrico), Daniel Santiago (Violão) e Márcio Bahia (Bateria), com arranjo de Daniel Santiago.

### Carla Villar
Em 2007, a cantora Carla Villar gravou com a participação de Seu Jorge a música Céu de Brasília no disco "Pedra da Lua", disco onde interpreta músicas de Toninho Horta.